# Mashup
Mashup (nebo také blend, mash up, mash-up či bastard pop) je hudební nahrávka, která se skládá z dvou nebo více písní spojených dohromady. Často je použita melodie z jedné písně a vokály z druhé.